# De Dion-Bouton Type BV
Der De Dion-Bouton Type BV ist ein Pkw-Modell aus der Anfangszeit des 20. Jahrhunderts. Hersteller war De Dion-Bouton aus Frankreich.

## Beschreibung
Die Zulassung durch die nationale Zulassungsbehörde erfolgte am 22. Dezember 1908. Es gab keinen Vorgänger.
Der De-Dion-Bouton-Einzylindermotor hat 100 mm Bohrung, 160 mm Hub, 1257 cm³ Hubraum, war damals in Frankreich mit 12 Cheval fiscal (Steuer-PS) eingestuft und leistet etwa genauso viel PS. Er ist vorne im Fahrgestell montiert und treibt über ein Dreiganggetriebe und eine Kardanwelle die Hinterräder an. Der Wasserkühler ist direkt vor dem Motor hinter einem deutlich sichtbaren Kühlergrill. Die Hinterachse ist eine De-Dion-Achse.
Die Basis bildet ein Pressstahlrahmen. Der Radstand beträgt 2050 mm, die Spurweite 1248 mm. Eine Fahrzeuglänge von 3250 mm ist bekannt. Die Vorderräder haben zehn Speichen, die Hinterräder zwölf.
Bekannt sind Aufbauten als Phaeton. Diese Fahrzeuge wurden auch bei Autorennen eingesetzt.
Das Modell wurde 18 Monate lang produziert.